# Мурадов, Хикмет Огтай оглы
Хикмет Огтай оглы Мурадов (23 января 1969, Баку — 29 октября 1991, Ханабад, Нагорно-Карабахская автономная область) — азербайджанский лётчик гражданской авиации, Национальный Герой Азербайджана (1992).

## Биография
Он родился 23 января 1969 года в Баку. В 1976—1986 годах учился в средней школе № 190. В 1991 году с отличием окончил Краснокустское училище гражданской авиации. Позже Хикмет начал работать вторым пилотом в Евлахской авиакомпании

## Участие в битвах
Хикмет Мурадов совершал несколько полетов в зону боевых действий с самолётом Ан-2. Он проделал работу по доставке еды, боеприпасов азербайджанским солдатам. 29 октября 1991 года самолёт Ан-2, управляемый им и Асадом Асадовым и летевший из Ходжалы в Евлах был сбит огнём с земли, в результате чего он и все находившиеся на борту погибли.

## Семья
Был холост.

## Национальный герой
Указом № 337 Президента Азербайджанской Республики 25 ноября 1992 года Мурадову Хикмету Огтай оглы было присвоено звание «Национальный герой Азербайджана».
Он был похоронен на Аллее Шахидов в Баку.
В школе котором он учился № 190 был построен его барельеф.